# Andrena strohmella
Andrena strohmella är en biart som beskrevs av Johann Karl Wilhelm Illiger 1806. Andrena strohmella ingår i släktet sandbin, och familjen grävbin. Inga underarter finns listade i Catalogue of Life.

## Bildgalleri

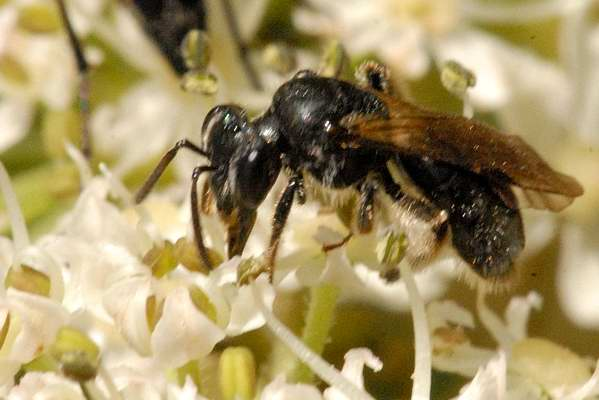